# Pervicacia tristis
Pervicacia tristis är en snäckart som först beskrevs av Gérard Paul Deshayes 1859.  Pervicacia tristis ingår i släktet Pervicacia och familjen Terebridae. Inga underarter finns listade i Catalogue of Life.